# 美国参与的政权更迭 (冷战之后)
美国参与的政权更迭包括公开或秘密的旨在更改、更替、延续外国政权的行为。
苏联解体后，美国依舊领导或支持了一些战争，并以此决定了一些国家的政权更迭。在这些冲突中，美国自稱的目标包括反恐，比如阿富汗战争，或消除大規模殺傷性武器，如伊拉克战争。

## 1990年代

### 1991年：伊拉克

伊拉克（正投影）

在1991年海湾战争期间及其后，美国发出信号鼓励大家起义，反对萨达姆·侯赛因。复兴党是伊拉克的执政党，而萨达姆自1979年通过内部斗争上台以后，一直对伊拉克进行独裁统治。1991年2月5日，乔治·H·W·布什（老布什）在美国之音上发表讲话称：“停止流血还有另一种方式：那就是伊拉克军队和伊拉克人民自己动手，迫使独裁者萨达姆·侯赛因退位，然后遵从联合国决议，重新加入爱好和平国家的大家庭。”1991年2月24日，即停火协议签署几天后，中情局资助和运营的电台“自由伊拉克之声”（Voice of Free Iraq），号召伊拉克人民起来反对萨达姆。海湾战争于1991年3月1日结束，第二天布什再次呼吁推翻萨达姆·侯赛因。美国希望发生政变，但战争刚结束，伊拉克各地就爆发了一系列起义。:XX两次最大的叛乱是由北部的伊拉克库尔德人和南部的什叶派民兵领导的。叛军以为他们会得到美国的直接援助，但美国并未打算向叛军提供援助。什叶派的起义被伊拉克军队镇压，而佩什梅格则较为成功，使伊拉克库尔德人获得了自治权。布什政府在鼓励叛军起义之后并没有帮助他们，因此遭到了严厉批评。美国担心，如果萨达姆倒台，伊拉克垮台，伊朗将实力大增。科林·鲍威尔在谈到他担任美国参谋长联席会议主席时写道：“我们的实际意图是让巴格达有足够的力量生存下来，以作为对伊朗的威胁，因为伊朗仍然对美国怀有强烈的敌意。”与此同时，老布什说，美国从未打算帮助任何人。
联合国安理会最初于1990年8月根据第661号决议对伊拉克实施制裁，以在不使用武力的情况下，迫使伊拉克撤出被占领的科威特，但伊拉克拒绝撤军，导致了1991年的海湾战争。战后，美国政府主张修订制裁条款，包括将制裁与销毁大规模杀伤性武器联系起来，并取得了成功——联合国安理会于1991年4月通过了第687号决议，尽管取消了此前的食品禁令。美国官员在1991年5月表示，除非萨达姆被赶下台，否则制裁不会解除。当时人们普遍预计，萨达姆·侯赛因的伊拉克政府面临崩溃。:XV在接下来的总统任期中，美国官员没有明确坚持政权更迭，但采取的立场是，制裁可以取消，前提是伊拉克当时所违反的所有联合国决议都需要得到遵守，不仅包括联合国武器核查，还包括那些与该国人权记录相关的决议。制裁对伊拉克平民的影响，包括儿童死亡率，当时是有争议的。尽管当时人们普遍认为制裁导致儿童死亡率大幅上升，但最近的研究表明，被广泛引用的数据是伊拉克政府捏造的，“在1990年之后和制裁期间，伊拉克的儿童死亡率并没有大幅上升。”

### 1991年：海地
1990－1991年的大选被广泛认为是海地历史上第一次民主选举，但八个月之后，新当选的总统让-贝特朗·阿里斯蒂德被海地武装部队推翻。有人指控，中情局“至少从1980年代中期到政变之前，都在向被认定为毒贩的政变政权主要成员提供信息。”:303－332政变领导人拉乌尔·塞德拉斯和米歇尔·弗朗索瓦都曾在美国接受军事训练。:321

### 1992－1996年：伊拉克
中情局发动了一场针对伊拉克政府的政变行动，代号为DBACHILLES，并在行动中招募了伊亚德·阿拉维。阿拉维领导了一个反对萨达姆·侯赛因政府的伊拉克人组织，名为伊拉克民族协议。该组织中有伊拉克军事和情报官员，但被忠于伊拉克政府的人渗透了。在1992至1995年间，中情局同样是利用伊亚德·阿拉维及其组织，在巴格达指挥了一场政府破坏和轰炸行动。中情局的爆炸活动可能只是对中情局地面资源网络行动能力的测试，而不是打算发动政变本身。不过，阿拉维曾在1996年企图发动政变推翻萨达姆·侯赛因。政变没有成功，但伊亚德·阿拉维后来被伊拉克临时管理委员会任命为伊拉克总理。2003年3月由美国领导的盟军入侵和占领伊拉克之后，成立了该委员会。

### 1994－1995年：海地
1991年右翼军政府发动政变接管海地后，美国最初与他们建立了良好的关系。老布什政府支持该右翼军政府；但1992年美国大选后，比尔·克林顿上台。克林顿支持让-贝特朗·阿里斯蒂德重新掌权，其政府也积极推动海地民主回归。这最终促成了联合国安理会第940号决议，该决议授权美国领导入侵海地并恢复阿里斯蒂德的权力。美国前总统吉米·卡特主导了一次外交努力。然后美国向海地政府发出最后通牒：海地独裁者拉乌尔·塞德拉斯，要么和平退休并让阿里斯蒂德重新掌权，要么被入侵并被迫退出。塞德拉斯屈服了；但他并没有立即解散武装部队。抗议者与军队和警察发生了冲突。美国派出军队制止暴力，并很快平息。阿里斯蒂德于1994年10月重掌国家政权。1995年3月31日，克林顿和他主持了仪式，维护民主行动正式结束。

### 1996－1997年：扎伊尔
由于冷战结束，美国在扎伊尔减少了对蒙博托·塞塞·塞科的支持。1990年，卢旺达爱国阵线（FPR）入侵卢旺达，开始了卢旺达内战，最终导致卢旺达对图西族人的种族灭绝，并导致超过150万难民逃往扎伊尔。:45在扎伊尔，图西族难民与非难民、胡图族难民及其它族群之间爆发了冲突。作为回应，卢旺达在扎伊尔组建了图西族民兵武装，:48使得民兵与扎伊尔政府之间关系紧张，并导致了1996年8月31日的班亚穆伦格叛乱（Banyamulenge Rebellion），:49进而导致反对蒙博托的图西族和非图西族民兵加入了由洛朗-德西雷·卡比拉领导的刚果解放民主力量同盟（AFDL）。由此开始了第一次刚果战争，参战方包括卢旺达、乌干达、布隆迪，以及后来加入的由安哥拉支持的AFDL。反蒙博托势力得逞，蒙博托逃离该国。
美国在刚果战争之前和战争期间暗中支持卢旺达。美国认为是时候出现“新一代非洲领导人”了，例如乌干达的保罗·卡加梅和约韦里·穆塞韦尼，这也是美国此前停止支持蒙博托的部分原因。美国派兵训练FPR，并在1995年战前将FPR指挥官带到美国进行训练。战争期间，一群非洲裔美国雇佣兵加入了布卡武的叛军，他们自称是在一个非官方的美方任务中招募的。中情局与美军在乌干达建立了通讯，战争期间，多架飞机降落在基加利和恩德培，声称是“为种族灭绝受害者提供援助”；然而，有人指控他们为FPR带来了军事和通讯用品。与此同时，美国还从国际救援委员会（IRC）获得了反蒙博托的支持。

### 1997－1998年：印度尼西亚
1997年亚洲金融危机之后，印尼独裁总统苏哈托对该国的统治变得越来越不稳定，这让克林顿政府看到了推翻他的机会。苏哈托努力建立货币发行局以稳定印尼盾，但美国官员却试图通过国际货币基金组织（IMF）来反对这项举措，以加剧印尼货币危机，从而引发不满。IMF总裁米歇尔·康德苏吹嘘说：“我们为迫使苏哈托总统辞职创造了条件。”美国前国务卿劳伦斯·伊格尔伯格后来评论道：“我们非常聪明，因为我们支持IMF推翻[苏哈托]。这是否是明智的做法是另一个问题。我不是说苏哈托先生应该留任，但我更希望他下台，并不是因为IMF将他赶出去。”在随后的危机中，有数千人丧生。

## 2000年代

### 2000年：南联盟
随着2000年南斯拉夫大选结果的相关问题，美国国务院通过半官方机构提供宣传材料和咨询服务，来大力支持Otpor！等反对派团体。美国的参与，有助于通过曝光、资源、精神与物质奖励、技术援助和专业建议，来加速和组织异议。时任总统在2000年南斯拉夫大选中失败，在米洛舍维奇拒绝承认选举结果之后，推土机革命在2000年10月5日推翻了他，而美国的活动则是导致这一系列事件的因素之一。

### 2001－2021年：阿富汗
自1996年以来，阿富汗一直处于塔利班所领导的阿富汗伊斯兰酋长国的控制之下，这是一个在很大程度上未被承认的、由舒拉理事会管理的单一制迪奥班迪-伊斯兰神权酋长国。2001年10月7日，即基地组织发动九一一袭击事件四周后，美国入侵阿富汗并开始对该国进行轰炸。乔治·沃克·布什（小布什）说，目标是抓获基地组织领导人奥萨马·本·拉登，并将其绳之以法。虽然劫机者都不是阿富汗国籍，但袭击是在坎大哈策划的。:473－478、490
10月11日，即轰炸开始四天后，布什声称如果塔利班将本·拉登交给美国，轰炸可以停止，而塔利班曾为基地组织提供了避风港。“如果你今天对他和他的人民嗤之以鼻，我们将重新考虑我们正在对你的国家所做的事情。”布什对塔利班说，“你还有第二次机会。把他带来，还有他的首领和副手，以及其他暴徒和罪犯。”10月14日，布什拒绝了塔利班提出的讨论将本·拉登送往第三国的提议。英国是美国的重要盟友，从准备入侵一开始，就提供军事行动支持，两国与北方联盟的反塔利班阿富汗武装进行合作。美国旨在摧毁基地组织，并将塔利班政权赶下台，但也试图阻止北方联盟控制阿富汗，认为该联盟的统治会疏远该国的普什图人多数。 中情局局长乔治·特尼特认为，美国应该瞄准基地组织，但“不针对塔利班”，因为塔利班与巴基斯坦关系很好，攻击他们可能会危及与巴基斯坦的关系。
到10月底，出现了另一个目标：消除塔利班在阿富汗的权力。
2001年12月6日至17日，一队北方联盟的战斗机在美国特种部队的指挥下，在阿富汗东部托拉博拉的洞穴群中追捕本拉登，但美国没有派出自己的部队参加这次行动，而本·拉登则逃往邻国巴基斯坦。当月，阿富汗塔利班伊斯兰酋长国倒台，并被阿富汗临时政府所取代，然后是2002年的阿富汗过渡伊斯兰国，最后是2004年的阿富汗伊斯兰共和国。2011年5月，海豹突击队的一个小组突袭了本·拉登位于巴基斯坦阿伯塔巴德的秘密住所，并将其击毙，此时距最初的入侵已将近十年。尽管本·拉登已死，美国仍旧留在阿富汗，支持哈米德·卡尔扎伊和阿什拉夫·加尼政府。
唐纳德·特朗普总统于2020年2月与塔利班达成一致，让美军撤出阿富汗。2021年4月，其继任者乔·拜登宣布将于当年8月全面撤军。随后塔利班重新掌权。

### 2003－2021年：伊拉克
1998年，作为一项非秘密措施，美国颁布了《伊拉克解放法案》，其中部分规定，“美国的政策应当支持推翻萨达姆·侯赛因所领导的政权的各种努力，”并拨款用于美国援助“伊拉克民主反对派组织”。小布什当选后，他开始对伊拉克采取更为强硬的态度。在九一一袭击之后，布什政府声称伊拉克当时的统治者萨达姆·侯赛因与基地组织有联系，并支持恐怖主义。该政府还表示，萨达姆暗中继续生产大规模杀伤性武器，尽管两者都没有确凿的证据。伊拉克也是布什在其邪恶轴心演说中所指出的三个国家之一。2002年国会通过了《伊拉克决议》，授权总统“使用任何必要手段”对付伊拉克。2003年3月，伊拉克战争开始，以美国为首的军事联盟入侵伊拉克，并推翻了伊拉克政府。美国抓获并帮助起诉了萨达姆，后来萨达姆被绞死。美国和伊拉克新政府在入侵之后也打击了叛乱。2011年12月，美国从冲突中撤军，但又在2014年返回，以帮助阻止伊拉克和黎凡特伊斯兰国（ISIL）的崛起。
军队的“作战任务”于2021年12月9日结束。

### 2005年：吉尔吉斯斯坦
在吉尔吉斯斯坦，阿斯卡尔·阿卡耶夫政府1990年开始执政，其腐败和专制主义引发了大规模抗议，最终政府被推翻，并举行了自由选举。
据《华尔街日报》报道，美国政府通过国务院、美国国际开发署、自由电台和自由之家向反对派抗议者提供援助，资助了该国唯一一家不受政府控制的印刷媒体公司。当国家切断了该公司的电源时，美国大使馆提供了应急发电机。还有其它反对派团体和一家反对派电视台也获得了美国政府和美国非政府组织的资助。

### 2006－2007年：巴勒斯坦领土

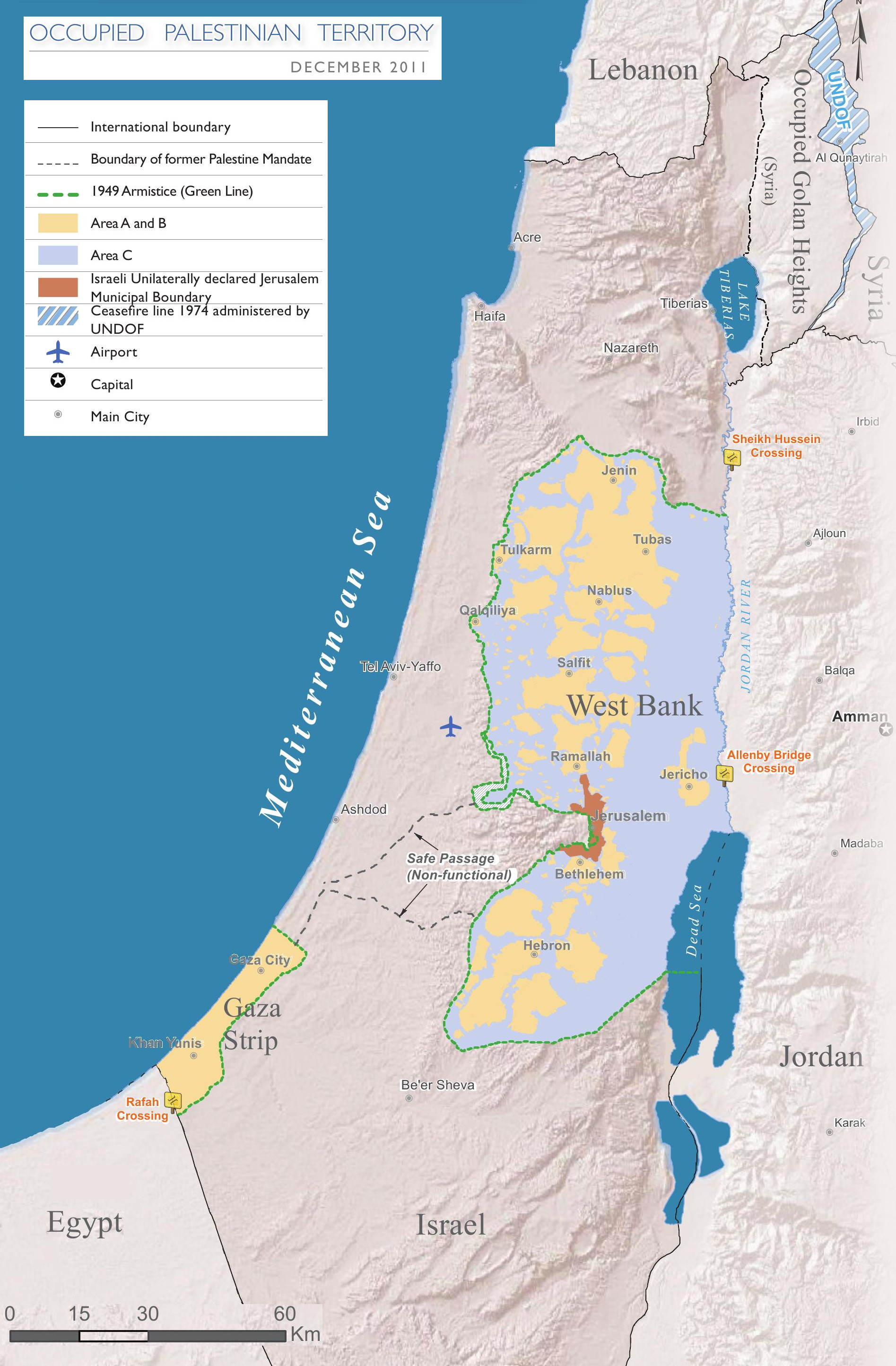
巴勒斯坦被占领土

哈马斯在2006年巴勒斯坦立法选举中赢得了56%的席位，但布什政府对哈马斯组建的政府感到不满。美国政府向巴勒斯坦民族权力机构的法塔赫派系施压，以颠覆伊斯梅尔·哈尼亚总理的哈马斯政府，并提供资金，包括一项秘密训练和军备计划，该计划获得了数千万美元的国会资金。这笔资金最初被国会阻止了，因为国会担心提供给巴勒斯坦人的武器以后可能会被用来对付以色列，但布什政府绕过了国会。
法塔赫发动了对哈尼亚政府的战争。当时沙特阿拉伯政府试图通过谈判达成双方休战，以避免发生大规模的巴勒斯坦内战，但美国政府向法塔赫施压，要求其拒绝沙特的计划，并继续努力推翻哈马斯政府。最终，哈马斯政府未能统治全部巴勒斯坦领土，法塔赫撤退到西岸，哈马斯撤退并控制了加沙地带。

### 2005－2009年：叙利亚
2005年，在反恐战争中经过一段时期的合作之后，布什政府冻结了与叙利亚的关系。根据维基解密公布的美国电报，美国国务院随后开始向反对派团体提供资金，其中包括向反政府卫星频道巴拉达电视台和流亡组织叙利亚正义与发展运动提供至少600万美元，但这遭到了该频道的否认。奥巴马政府的此项秘密支持至少持续到了2009年4月，当时美国外交官表示担心这笔资金将破坏美国与叙利亚总统巴沙尔·阿萨德重建关系的尝试。

## 2010年代

### 2011年：利比亚
自1969年以来，利比亚一直由穆阿迈尔·卡扎菲领导。2011年2月在“阿拉伯之春”中，爆发了一场针对卡扎菲的革命。革命从第二大城市班加西（2月27日在该市成立了临时政府）开始，并蔓延到了首都的黎波里，引发了第一次利比亚内战。3月17日，《联合国安全理事会第1973号决议》获得通过，授权在利比亚设立禁飞区，并采取“一切必要措施”以保护平民。两天后，法国、美国和英国以奥德赛黎明行动开始了2011年多国武装干涉利比亚，美国和英国海军发射了110多枚战斧巡航导弹，法国和英国空军在利比亚发起了空袭，联军进行了海上封锁。来自欧洲和中东的27个国家组成的联盟很快加入了北约领导的干预行动，称为统一保护者行动。卡扎菲政府于8月垮台，使全国过渡委员会成为事实上的政府，并得到联合国的承认。10月，全国过渡委员会的部队抓获并杀死了卡扎菲，北约停止了行动。
2016年4月，美国总统巴拉克·奥巴马表示，其总统任期“最严重的错误”是，“在干预利比亚时，没有为日后做出计划，我认为应当做出这种计划。”

### 2012－2017年：叙利亚
2011年初叙利亚内战爆发，之后在2011年4月，三位美国参议员：共和党人约翰·麦凯恩和林赛·格雷厄姆，以及独立人士乔·利伯曼，在一份联合声明中敦促总统巴拉克·奥巴马“明确表示”巴沙尔·阿萨德总统“该下台了”。2011年8月，美国政府呼吁阿萨德“下台”，并对叙利亚政府实施石油禁运。从2013年开始，美国向叙利亚经过审查的温和叛乱分子提供培训、武器和现金，也在2014年向最高军事委员会提供了这些援助。2015年，奥巴马重申“阿萨德必须下台”。
2017年3月，妮基·黑利大使告诉一群记者，美国在叙利亚的首要任务不再是“让阿萨德下台”。当天早些时候，在安卡拉举行的新闻发布会上，国务卿雷克斯·蒂勒森还表示，“阿萨德总统的长期地位将由叙利亚人民决定。”虽然美国国防部援助以库尔德人为主的叛乱分子，打击伊拉克和黎凡特伊斯兰国（ISIL）的计划仍在继续，但2017年7月透露，美国总统唐纳德·特朗普已下令“逐步取消”中情局对反阿萨德叛军的支持。

### 2019年：委内瑞拉
2019年1月23日，委内瑞拉全国代表大会主席胡安·瓜伊多被宣布为该国代理总统，对尼古拉斯·马杜罗的总统职位提出异议，引发了总统危机。宣布后不久，美国与盟国和其它几个国家一起，承认瓜伊多为委内瑞拉合法总统。美国副总统迈克·彭斯4月份表示，无论是通过外交还是其它手段，美国都已决定让马杜罗下台，并且“所有选项”都摆在桌面上。美国国务卿迈克·蓬佩奥表示，“如有必要”，美国将采取军事行动。2019年12月蓬佩奥表示，美国没有计划对委内瑞拉进行军事干预，称“我们已经说过所有选择都摆在桌面上”，但“我们从历史中学到，使用武力的风险是巨大的”。美洲对话智库主席迈克尔·希夫特表示：“美国对委内瑞拉的军事行动，将与特朗普政府从叙利亚或阿富汗撤军的动作相反。”
据法新社获得的一份备忘录称，美国国际开发署将挪用4190万美元用来宣传瓜伊多。其中1940万美元用于瓜伊多员工的工资和津贴，包括他们的差旅费，以及“用于确保全面部署一个透明的财务管理系统和民主过渡其它必要活动的其它必要费用”；200万美元用于支持反对派与马杜罗政府的谈判。2019年8月，为了将马杜罗赶下台，特朗普政府对委内瑞拉实施了新的额外制裁，下令冻结委内瑞拉政府在美国的所有资产，并禁止与美国公民和公司进行交易。